# Xylocopa suspecta
Xylocopa suspecta är en biart som beskrevs av Jesus Santiago Moure och Camargo 1988. Xylocopa suspecta ingår i släktet snickarbin, och familjen långtungebin. Inga underarter finns listade i Catalogue of Life.